# Савенко Олег Станіславович
Сáвенко Олéг Станіслáвович — декан факультету програмування та комп'ютерних і телекомунікаційних систем, кандидат технічних наук, доцент кафедри комп'ютерної інженерії та системного програмування Хмельницького національного університету.

## Освітня кваліфікація
1993 — закінчив Кам'янець-Подільський державний педагогічний інститут за спеціальністю «Математика»;
1999 — захистив кандидатську дисертацію на тему: «Методи та засоби антивірусного комбінованого діагностування персональних комп'ютерів» за спеціальністю 05.13.13 — обчислювальні машини, системи і мережі" у Вінницькому державному технічному університеті;
2002 — здобув вчене звання доцента за кафедрою комп'ютерних систем;
2010—2017 — підготував трьох кандидатів наук за спеціальністю 05.13.06 — інформаційні технології;
2014—2017 — брав участь у виконанні міжнародного проєкту ALIGN_QF «Досягнення та регулювання балансу між освітніми програмами та кваліфікаційними рамками» (543901-TEMPUS-1-2013-1-AM-TEMPUS-JPGR).

## Сфера наукових інтересів
- інформаційна безпека в комп'ютерних системах та мережах.

## Патенти на корисну модель
1. Патент на корисну модель 108238 Україна, МПК G06F 21/55 Мультиагентний спосіб локалізації бот-мереж у корпоративних комп'ютерних мережах / Поморова О. В., Савенко О. С., Крищук А. Ф., Лисенко С. М., Бобровнікова К. Ю., Нічепорук А. О.; власник Хмельницький національний університет. — № u201600127; заявл. 04.01.2016; опубл. 11.07.2016, Бюл. № 13/2016.
2. Патент на корисну модель 118456  Україна, МПК G06F 21/55 Спосіб виявлення метаморфних вірусів на основі статистичних метрик для визначення еквівалентних функціональних програмних блоків / Савенко О. С., Лисенко С. М., Бобровнікова К. Ю., Нічепорук А. О., Савенко Б. О.; власник Хмельницький національний університет. — № u201701743; заявл. 23.02.2017; опубл. 10.08.2017, Бюл. № 15/2017.
3. Патент на корисну модель 118663  Україна, МПК G06F 21/55 Спосіб ідентифікації бот-мереж у корпоративних комп'ютерних мережах на основі аналізу DNS-трафіку / Савенко О. С., Лисенко С. М., Бобровнікова К. Ю., Нічепорук А. О., Савенко Б. О.; власник Хмельницький національний університет. — № u201612041; заявл. 28.11.2016; опубл. 28.08.2017, Бюл. № 16/2017.

## Публікації
1. Savenko O., Lysenko S. The Technique for Computer Systems Trojan Diagnosis in the Monitor Mode // Proceedings of the 6th IEEE International Conference on Intelligent Data Acquisition and Advanced Computing Systems: Technology and Applications — USA, NJ 08855-1331: IEEE Operations Center, 2011. — Vol.2. — PP.845-853 (IEEE Catalog Number: CFP11803-PRT).
2. Savenko O. Multi-agent based approach of botnet detection in computer systems / Savenko O., Lysenko S., Kryschuk A. [Text] // Communications in Computer and Information Science. — 2012. — Vol. 291. — PP.171-180, ISSN: 1865-0929. (part scientometric Web of Science and SCOPUS).
3. Pomorova O. Multi-Agent Based Approach for Botnet Detection in a Corporate Area Network Using Fuzzy Logic [Text] / Oksana Pomorova, Oleg Savenko, Sergii Lysenko, and Andrii Kryshchuk // Communications in Computer and Information Science. — 2013. — Vol. 370. — PP.243-254, ISSN: 1865-0929. (part scientometric Web of Science and SCOPUS).
4. Savenko O. Botnet detection technique for corporate area network / Savenko O., Lysenko S., A. Kryshchuk, Y.Klots. Proceedings of the 2013 IEEE 7th International Conference on Intelligent Data Acquisition and Advanced Computing Systems (IDAACS), Berlin, DE, IEEE, 2013, PP.315-320, ISBN 978-1-4799-1426-5.
5. Pomorova O. A Technique for detection of bots which are using polymorphic code [Text] / O. Pomorova, O. Savenko, S. Lysenko, A. Kryshchuk, A.Nicheporuk // Communications in Computer and Information Science. — 2014. — Vol. 431. — PP.265-276, ISSN: 1865-0929 (part scientometric Web of Science and SCOPUS).
6. Pomorova O. A Technique for the Botnet Detection Based on DNS-Traffic Analysis [Text] / O. Pomorova, O. Savenko, S. Lysenko, A. Kryshchuk, K. Bobrovnikova // Communications in Computer and Information Science. — 2015. — Vol. 522. — PP.127-138, ISSN: 1865-0929 (part scientometric Web of Science and SCOPUS).
7. Sergii Lysenko. DNS-based Anti-evasion Technique for Botnets Detection / Sergii Lysenko, Oksana Pomorova, Oleg Savenko, Andrii Kryshchuk and Kira Bobrovnikova // Proceedings of the 2015 IEEEE 8th International Conference on Intelligent Data Acquisition and Advanced Computing Systems: Technology and Applications (IDAACS), IDAAACS'2015, Warsaw, Poland, September 24-26, 2015, Vol.1. — PP.453-458.
8. Pomorova O. Anti-evasion Technique for the Botnets Detection Based on the Passive DNS Monitoring and Active DNS Probing [Text] / O. Pomorova, O. Savenko, S. Lysenko, A. Kryshchuk, K. Bobrovnikova // Communications in Computer and Information Science. — 2016. — Vol. 608. — PP.83-95, ISSN: 1865-0929 (part scientometric SCOPUS).
9. Pomorova O. Metamorphic Viruses Detection Technique based on the the Modified Emulators [Text] / O. Pomorova, O. Savenko, S. Lysenko, A. Nicheporuk // CEUR-WS. — 2016. — Vol. 1614. — PP.375-383, ISSN: 1613-0073 (part scientometric SCOPUS).
10. Savenko O. Metamorphic Viruses’ Detection Technique Based on the Equivalent Functional Block Search / O. Savenko, S. Lysenko, A. Nicheporuk, B. Savenko // CEUR-WS. — 2017. — Vol. 1844. — PP.555-569, ISSN: 1613-0073 (part scientometric SCOPUS).
11. Lysenko S. Information technology for botnets detection based on their behaviour in the corporate area network [Text] / S. Lysenko, O. Savenko, K. Bobrovnikova, A. Kryshchuk, B. Savenko // Communications in Computer and Information Science. — 2017. — Vol. 702. — PP.83-95, ISSN: 1865-0929 (part scientometric SCOPUS).
12. Savenko O. Approach for the Unknown Metamorphic Virus Detection / O. Savenko, S. Lysenko, A. Nicheporuk, B. Savenko // The 9-th IEEEE International Conference on Intelligent Data Acquisition and Advanced Computing Systems: Technology and Applications, September 21-23, 2017: Proceedings. — Bucharest (Romania), 2017 — PP.453-458. (матеріали конференції, індексовані у науко-метричній базі SCOPUS).
13. Bedratyuk L., Savenko O. // The Star Sequence and the General First Zagreb Index / MATCH Communications in Mathematical and in Computer Chemistry. — 2018. — Vol. 79, number 2. — PP.407-41